# Томский почтамт
Томский почтамт — главное почтовое учреждение в Томске. Современный адрес: проспект Ленина, дом N° 93.

## История
Томская уездная почтовая контора возникла в 1782 году, в ту пору — подразделение Тобольского губернского почтамта. В 1799 году для конторы отвели собственное здание под Юрточной горой.
В связи с образованием Томской губернии (1804) контора преобразована Томскую губернскую, включающую Бийскую, Каинскую, Кузнецкую и Нарымскую уездные почтовые экспедиции. С 1810 года располагалась на Юрточной горе. В 1830 году вошла в состав вновь созданного 11-го (Тобольского) почтового округа. Контроль за работой конторы осуществлял М. М. Геденштром.
В 1859 году центром Сибирского почтового округа стал Томск.
В связи с организацией телеграфного сообщения в Томске был создан телеграфный округ, первая телеграмма была доставлена в Томск в октябре 1863 года.
В 1885 году почтовые и телеграфные формы связи были объединены, был образован Томский округ, включавший Томскую, Енисейскую губернии и Семипалатинскую область.
С 24 августа 1870 года томская почта стала оформлять подписку на газетную и журнальную продукцию.
В 1899—1901 годах для томских почты и телеграфа по проекту гражданского инженера Новикова под наблюдением архитектора Ф. Ф. Гута было построено новое двухэтажное кирпичное здание на Почтамтской улице (ныне — проспект Ленина), в работах участвовал В. В. Хабаров.

## Современность
17 декабря 1993 года создано ОАО «Томсктелеком».
В 2003 году томская почта вошла в состав ГУП «Почта России».